# Sesamia tosta
Sesamia tosta är en fjärilsart som beskrevs av Pieter Cornelius Tobias Snellen 1872. Sesamia tosta ingår i släktet Sesamia och familjen nattflyn. Inga underarter finns listade i Catalogue of Life.